# Fred Racké
Fred Racké (15 augustus 1936 – Poeldijk, 1 mei 1996) was een Nederlandse sportverslaggever.

## Carrière
Hij was vooral bekend als televisieverslaggever bij het schaatsen en wielrennen, eerst bij de NTS en later bij de NOS. Bekende gebeurtenissen die hij versloeg waren onder andere de Tourzege van Jan Janssen en de olympische successen van schaatser Ard Schenk.
Racké was van 1975 tot 1979 chef sport van de NOS. Hij was echter uitgekeken geraakt op de sportjournalistiek en werd freelancer. Zo werkte hij als voorlichter voor de KNVB, presenteerde hij het radioprogramma Met het Oog op Morgen en was hij directeur van het Nationaal Bureau voor Toerisme.
Zijn grote passie was de jazz. Hij trad op als woordvoerder voor het North Sea Jazz Festival en presenteerde het programma Jazz met Fred op Radio West. 

## Overlijden
Na een uitzending in 1996 kreeg hij op weg naar huis in de auto een hartaanval. Hij zette zijn auto op een parkeerplaats bij Sportvereniging "Verburch" in Poeldijk en overleed daar op 59-jarige leeftijd. Op 1 mei 2013 heeft die plaats een officiële straatnaam gekregen: de 'Fred Racképlaats'. In aanwezigheid van zijn weduwe, oud-zwemster Ria Racké-van Velsen en haar twee dochters onthulde oud-topschaatser Peter Nottet het naambord.

## Publicaties
- Racké, Fred. Sport in the Netherlands. 1988, ISBN 978-9034616296.
- Schenk, Ard en Fred Racké. Ard Apart, mijn groei naar de top. Alkmaar: Verenigde Noordhollandse Dagbladen, 1971.